# Германско-тунисские отношения
Германско-тунисские отношения — двусторонние дипломатические отношения между Германией и Тунисом.

## История
Отношения между странами поддерживаются с 1950-х годов и до наступления в 2011 году «Арабской весны» характеризовались слабым уровнем сотрудничеством. Налажено взаимодействие в сфере туризма и лёгкой промышленности. Для германских компаний Тунис, у которого практически нет природных ресурсов, небольшой рынок и низкая покупательская способность, имел мало значения. Кроме того, у него крепкие отношения с Францией, так что дальнейшее развитие контактов не имели особого значения как для Германии так и для Туниса.
Однако события «Арабской весны» показали правительству Германии, что Северная Африка имеет для них большое значение, не в последнюю очередь из-за роста эмиграции из этого региона в Центральную Европу, и что политика Европейского союза в отношении стран Северной Африки была частично ошибочной. Поскольку Франция потеряла доверие в Тунисе из-за поддержки правления президента Зина аль-Абидина Бена Али, то Германия предложила помощь правительству Туниса в осуществлении транзита. Министр иностранных дел Германии Гидо Вестервелле был одним из первых западных политиков, посетивших Тунис после «Арабской весны» и предложил правительству этой страны помощь в формировании нового партнёрства. Правительство Туниса последовало рекомендации Германии о процессе интеграционных преобразований с участием гражданского общества.
В первые три года после свержения Зина аль-Абидина Бена Али объём германской финансовой помощи Тунису составил сумму около 250 миллионов евро, из которых 60 миллионов евро подверглись реструктуризации. Несколько политических фондов, Германская служба академических обменов и Институт имени Гёте, разработали свои собственные программы для страны. Германия также предложила правительству Туниса помощь в признании и легитимности на международной арене, особенно после победы консервативной религиозной Партии возрождения на парламентских выборах, которую Франция, например, восприняла без энтузиазма. В 2013 году во время протестов в Тунисе министр иностранных дел Гидо Вестервелле и посол Йенс Платнер выступили посредниками в стране, в результате чего было создано коалиционное правительство.

## Торговля
Германия является третьим по величине торговым партнёром Туниса и иностранным инвестором после Франции и Италии. В настоящее время в Тунисе представлены около 260 германских компаний. В этих компаниях работает около 60 000 местных работников и вложили в экономику страну более 350 миллионов евро.

## Дипломатические представительства
- Германия имеет посольство в Тунисе и генеральное консульство в Джербе[6].
- Тунис содержит посольство в Берлине[7].